# Rudolph Sandberg van Boelens
Jhr. Rudolph Sandberg van Boelens (Groningen, 1 januari 1899 – Sassenheim, 5 juli 1960) was een Nederlands politicus.
Hij werd geboren als zoon van jhr. Herman Hendrik Sandberg van Boelens (1864-1949; ingenieur) en Berendina Willemina Theodora Sandberg (1866-1939). Hij is afgestudeerd in de rechten aan de Rijksuniversiteit Utrecht. Van 1925 tot 1930 was hij werkzaam bij de gemeentesecretarie van Voorschoten. In 1931 was hij secretaris-generaal van het in Den Haag gehouden Internationaal Congres voor Militaire Geneeskunde en Pharmacie. Vanaf 1932 was Sandberg van Boelens ruim twee jaar secretaris van het hoofdbestuur van het Nederlandse Rode Kruis. Vervolgens was hij tot midden 1940 chef van het kabinet van de commissaris van de koningin in Zuid-Holland. Begin 1941 volgde zijn benoeming tot burgemeester van Sassenheim. Tijdens dat burgemeesterschap overleed hij in 1960 op 61-jarige leeftijd.